# Ghafasabad
Ghafaasabad (perski: قفس اباد) – wieś w Iranie, w ostanie Zandżan. W 2006 roku liczyła 487 mieszkańców w 99 rodzinach.